# 应乾
应乾（943年三月—十一月）是南汉中宗劉晟的第一個年号，共计9个月。

## 改元
- 光天二年——三月八日，南漢殤帝被殺。九日，南漢中宗劉晟繼位，改元應乾元年。十一月十三日，改元乾和元年。[2][3][4][5]

## 紀年對照表
| 应乾 | 元年  |
| ---- | ----- |
| 公元 | 943年 |
| 干支 | 癸卯  |

## 同期存在的其他政权年号
- 中國
  - 天福（936年－944年）：後晉—石敬瑭之年號
  - 保大（943年－957年）：南唐—李璟之年號
  - 天德（943年－945年）：殷—王延政之年號
  - 永樂（942年－943年）：南漢時期—張遇賢之年號
  - 廣政（938年－965年）：後蜀—孟昶之年號
  - 會同（938年－947年）：契丹—耶律德光之年號
  - 文德（938年－944年）：大理—段思平之年號
  - 同慶（912年－966年）：于闐—尉遲烏僧波之年號
- 日本
  - 天慶（938年－947年）：朱雀天皇、村上天皇之年号

## 參看
- 中國年號索引

## 深入閱讀
- 李崇智. . 北京: 中華書局. 2004年12月. ISBN 7101025129.
- 鄧洪波. . 臺北: 國立臺灣大學東亞經典與文化研究計劃. 2005年3月  [2022-01-03]. ISBN 9789860005189. （原始内容 (pdf)存档于2007-08-25）.

| 前一年號： 光天 | 南汉年号 943年 | 下一年號： 乾和 |